# Maria Pedrini
Maria Pedrini (Brisighella, 3 de febrer de 1910 - Roma, 8 de desembre de 1981) va ser una soprano italiana.
Filla del torinès Virgilio, un policia a cavall, i de la siciliana Annunziata Peleggi, la família va seguir els trasllats del seu pare motivats pel treball i va aterrar a Roma, on va començar a estudiar cant malgrat la reticència dels seus pares. Amb el temps, Maria va entrar a Santa Cecília de Roma, després d'una audició que va impressionar al comitè, format del famós mestre Edvige Ghibaudo, qui la va seguir amb una especial dedicació. Després de graduar-se, debutà el 24 de novembre 1931 al Teatro Adriano amb Mefistofele d'Arrigo Boito, en el paper d'Elena. Poc després va participar en un concurs internacional que es va celebrar a Viena i va guanyar el primer premi. El seu nom va cridar l'atenció de les autoritats italianes i estrangeres.
És considerada com l'hereva de Claudia Muzio, de la qual fou sovint reserva i diversos documents demostren com la "Divina" estimava els seus consells. Va substituir per primer cop a Claudia Muzio el 22 de febrer de 1936 en el paper de Cecilia de Licinio Refice al Teatre Verdi de Trieste.
Va participar com a protagonista en més de 200 obres, algunes d'elles estrenes.
En les classes de cant que donava al final de la seva carrera, tingué força alumnes, entre elles a Cloe Elmo (1910-1962).